# Landskapsarkitektur

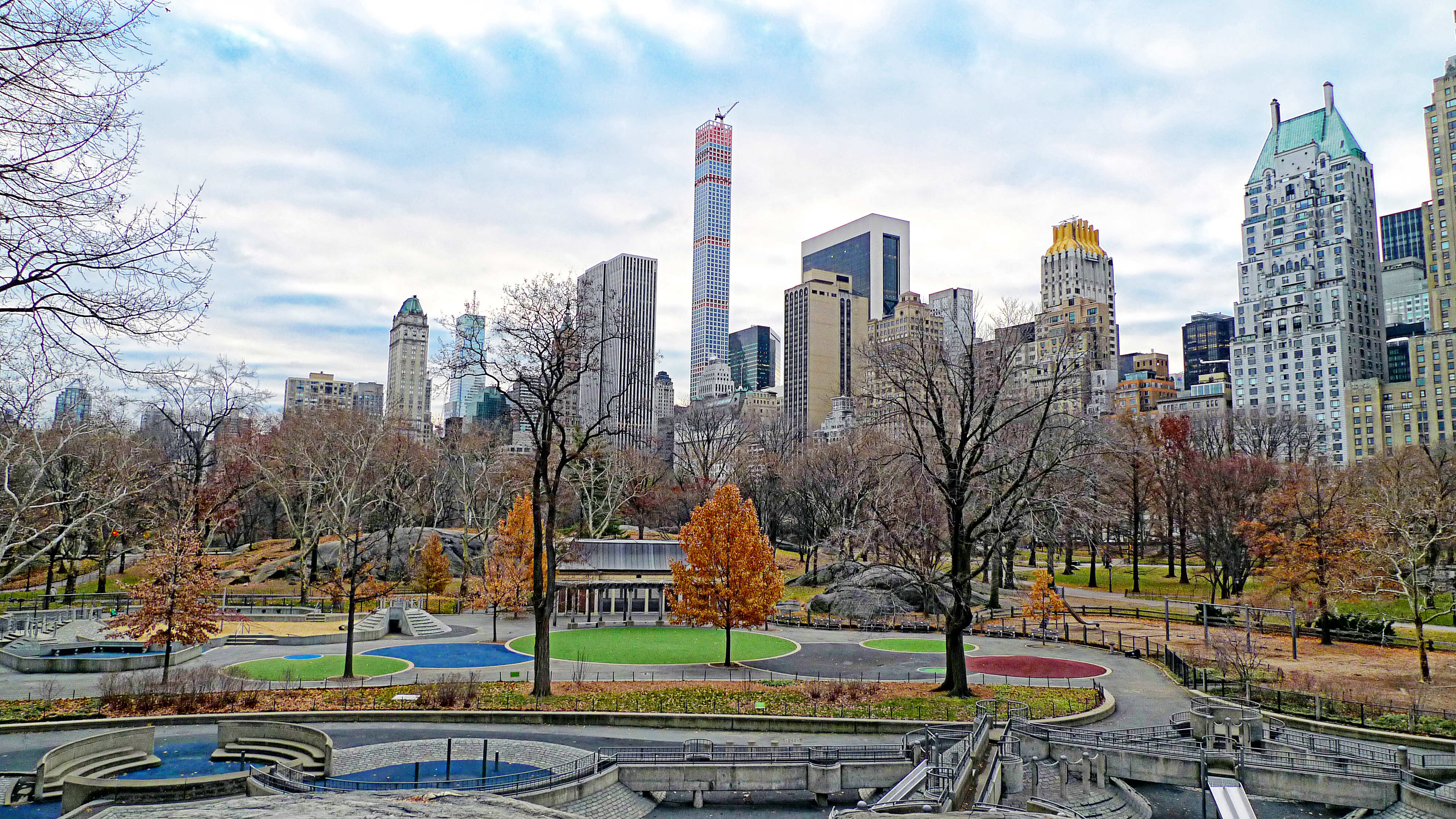
Central park, New York är som de flesta parker ett exempel på landskapsarkitektur som produkt. Parken ritades av Frederick Law Olmsted Sr., som kan sägas vara den moderna landskapsarkitekturens fader.

Landskapsarkitektur är konsten, vetenskapen och teknik för att gestalta och planera utemiljöer. Ämnet sträcker sig från små privata trädgårdar och bostadsgårdar till parker, gator, torg och vidare till järnvägar, motorvägar och stora naturreservat, från den mänskliga skalan till landskapet som en helhet. Detta för att uppnå miljömässiga, beteendemässiga, eller estetiska mål. För att uppnå dessa mål gestaltar och planerar landskapsarkitekten med hjälp av markbyggnad, växter, vatten, byggnader och vägar. Relationen mellan det byggda, byggnader och väger, och den naturliga eller naturlika miljön, växter, vatten och mark, är av särskild vikt.
Till landskapsarkitektur hör följaktligen delämnena landskapsplanering, landskapsdesign och landskapsförvaltning. Med landskap avses alla kultur- och naturpräglade mark- och vattenområden, i staden och på landsbygden. Mindre områden så som parker, torg,  trädgårdar och gaturum utgör olika komponenter i landskapet.

## Verksamhetsområde
Landskapsarkitektur syftar till en ändamålsenlig rumslig gestaltning av växter, byggda material, mark, och vatten. Utgångspunkterna i landskapsplaneringen är landskapet som ett dynamiskt system tillsammans med eller mot människornas behov, önskemål, avsikter eller intressen. Under modern tid har exkluderande design blivit ett vanligare inslag. Modellering och förmedling av alternativa utvecklingsmöjligheter är centrala.
I vardagligt tal är landskapsarkitektur huvudsakligen en produkt i form av exempelvis en park, en trädgård, en fontän, en våtmark och dess flora och fauna som planeras skydd för, ett naturreservat eller en vägdragning. 
En förskjutning från produkten till upplevelsen av densamma innebär ett annat sätt att använda begreppet landskapsarkitektur. Förskjutningen innebär att fokus flyttas till själva upplevelsen. Forskningen inom ämnet har därmed i uppgift att utveckla professionens kunskapsfält. Teoribildningen inom ämnet hämtar intryck från bland annat design, arkitektur, ekologi, planering, miljöpsykologi, sociologi, kommunikation och systemteori.
Ämnet har ett ursprung som profession.
Landskapsarkitektur kan därför alternativt beskrivas som den samlade kunskap som en praktiker, en landskapsarkitekt använder i genomförandet av projekt. 
Landskapsarkitektur som profession söker former som realiserar en uttalad andemening. Målet är att väga samman intressen och värden till en attraktiv och långsiktigt hållbar helhet. Den ämnesmässiga förankringen finns i landskapsarkitekturens, samhällsbyggandets och trädgårdskonstens historia, i landskapsarkitekturens teorier och i den estetiska upplevelsen, med konstnärsliknande arbetsmetoder.
Inom landskapsarkitektur används en mångfald av metoder, men central är den friare - heuristiska - arkitektens designmetod. Genom skissande och senare med ritningar, bilder, fysiska, digitala modeller och generativ design utforma och kommunicera tänkbara lösningar.

## Landskapsarkitekturens historia
Diskussionen om landskapsarkitekturens historia är komplex eftersom den delar mycket av sin historia med trädgårdsodling (hortikultur) och trädgårdsarkitektur men även med byggnadsarkitektur och stadsplanering alla dessa områden täcker en stor del av den mänskliga historien. Det är inte förrän i modern tid som termen "landskapsarkitektur" eller "landskapsarkitekt" blivit allmänt använda.
Före 1800-talets början handlar landskapsarkitekturhistorien till stor del om planering och design av trädgårdar för herrgårdar, palats och kungliga egendomar eller religiösa komplex. Ett exempel är det omfattande arbete som André Le Nôtre utförde åt kung Ludvig XIV av Frankrike på Slottet i Versailles. Den första personen som skrev om att skapa landskap var Joseph Addison år 1712. Termen landskapsarkitektur myntades förmodligen av Gilbert Laing Meason år 1828 i boken ’Landscape Architecture of the Great Painters of Italy’. John Claudius Loudon (1783-1843), en av sin tids mest kända trädgårdsdesigners, bidrog till att yrkestiteln och ämnet blev kända genom sin bok ’Landscape Gardening and Landscape Architecture of the Late Humphry Repton’ som kom ut 1840. 
Landskapsarkitekturen spreds från den gamla till den nya världen. Termen "landskapsarkitekt" användes som yrkestitel av Frederick Law Olmsted i USA 1863 och Andrew Jackson Downing, en annan tidig amerikansk landskapsarkitekt, var redaktör för tidskriften The Horticulturist (1846-52). År 1841 publicerades hans första bok, A Treatise on the Theory and Practice of Landscape Gardening, Adapted to North America, med stor framgång. Det var den första boken i sitt slag som publicerades i USA. 1841 började termen landskapsarkitekt användas av professionella landskapsarkitekter, och termen blev fast etablerad efter att Frederick Law Olmsted Jr. och Beatrix Jones (senare Farrand) tillsammans med flera andra grundade American Society of Landscape Architects (ASLA) 1899. IFLA (den internationella landskapsarkitektsfederationen) grundades i Cambridge, England, 1948 med Sir Geoffrey Jellicoe som första ordförande och representerade 15 länder från Europa och Nordamerika. Senare, 1978, inrättades IFLA:s huvudkontor i Versailles.
Grunden till det svenska landskapsarkitektyrket fick sin moderna form i en hortonomutbildning med inriktning mot planering som startade vid Sveriges lantbruksuniversitet (SLU) 1961.

## Utbildning i Sverige
I Sverige utbildas landskapsarkitekter vid Sveriges Lantbruksuniversitet i Alnarp och Uppsala. Utbildningen är femårig (300hp) och innefattar kandidat- och masterexamen inom ämnet landskapsarkitektur samt en yrkesexamen som landskapsarkitekt. Landskapsarkitektutbildningen på SLU blandar praktiska och teoretiska element. 

## Landscaping
Det engelska uttrycket landscaping har sedan början av 2000-talet börjat användas för att beskriva ett tjänsteområde som inriktar sig på planering, anläggning och skötsel av utomhusmiljöer i bebyggda områden.

## Bilder

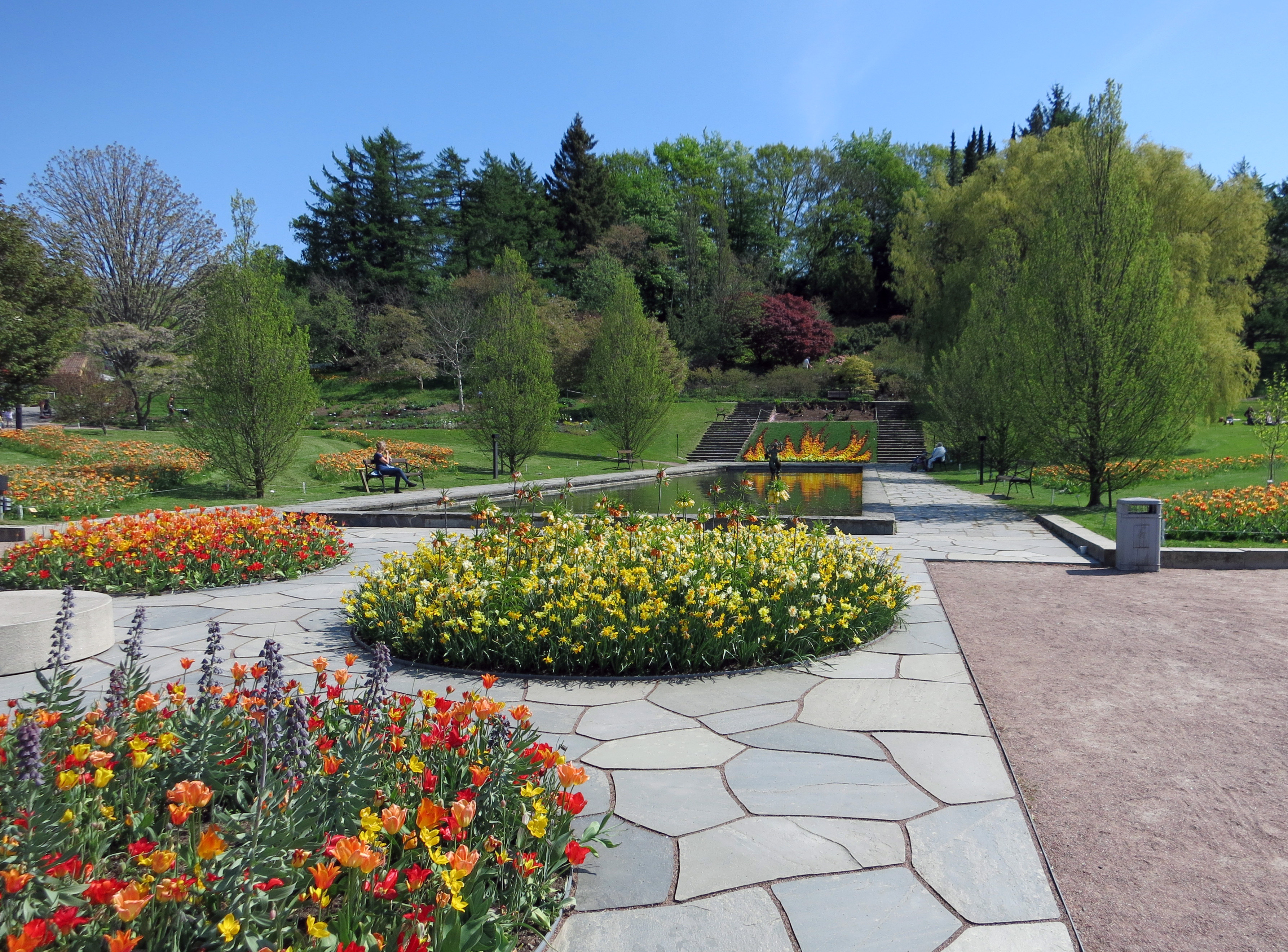
Göteborgs Botaniska Trädgård.
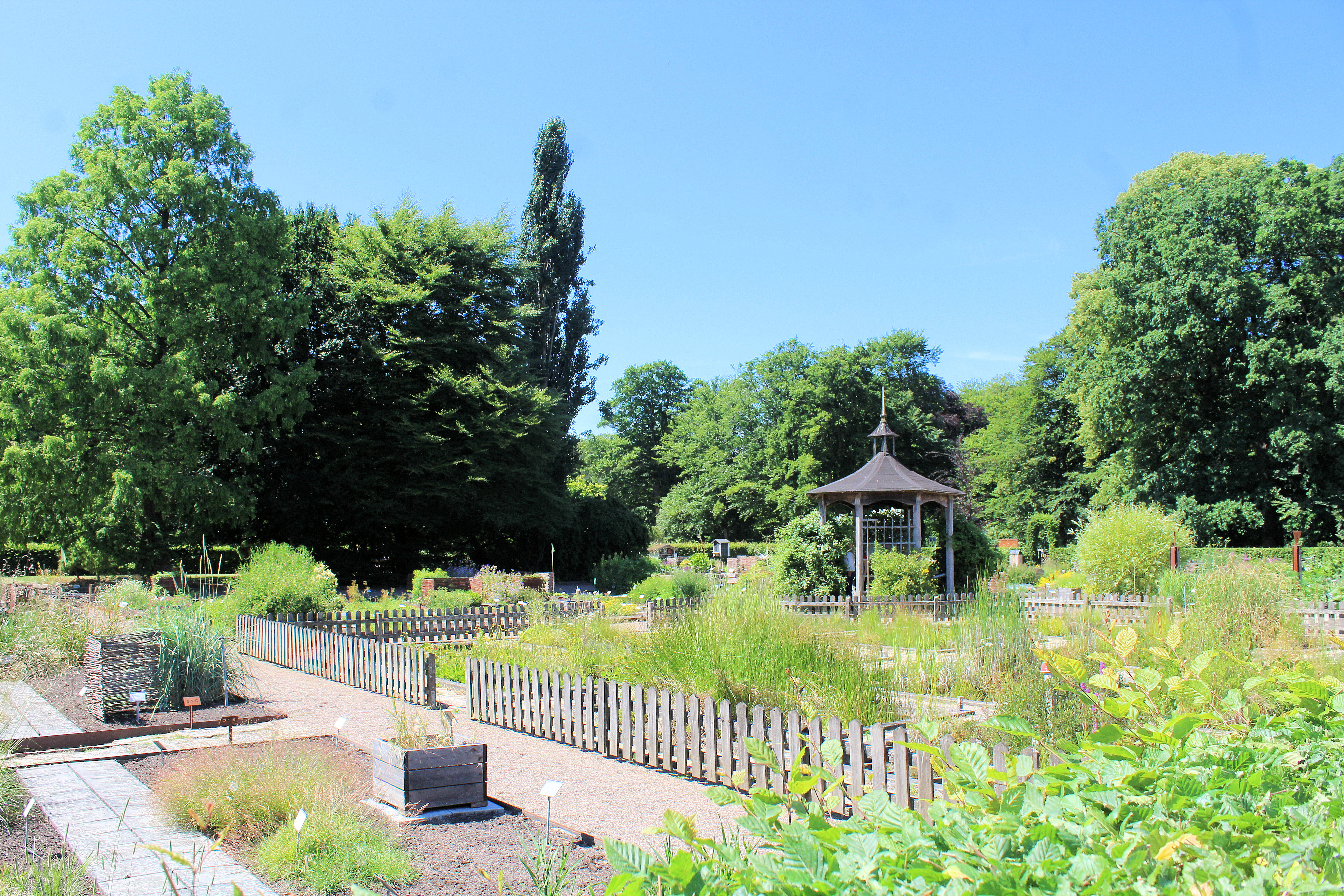
Fredriksdal friluftsmuseum, Helsingborg.
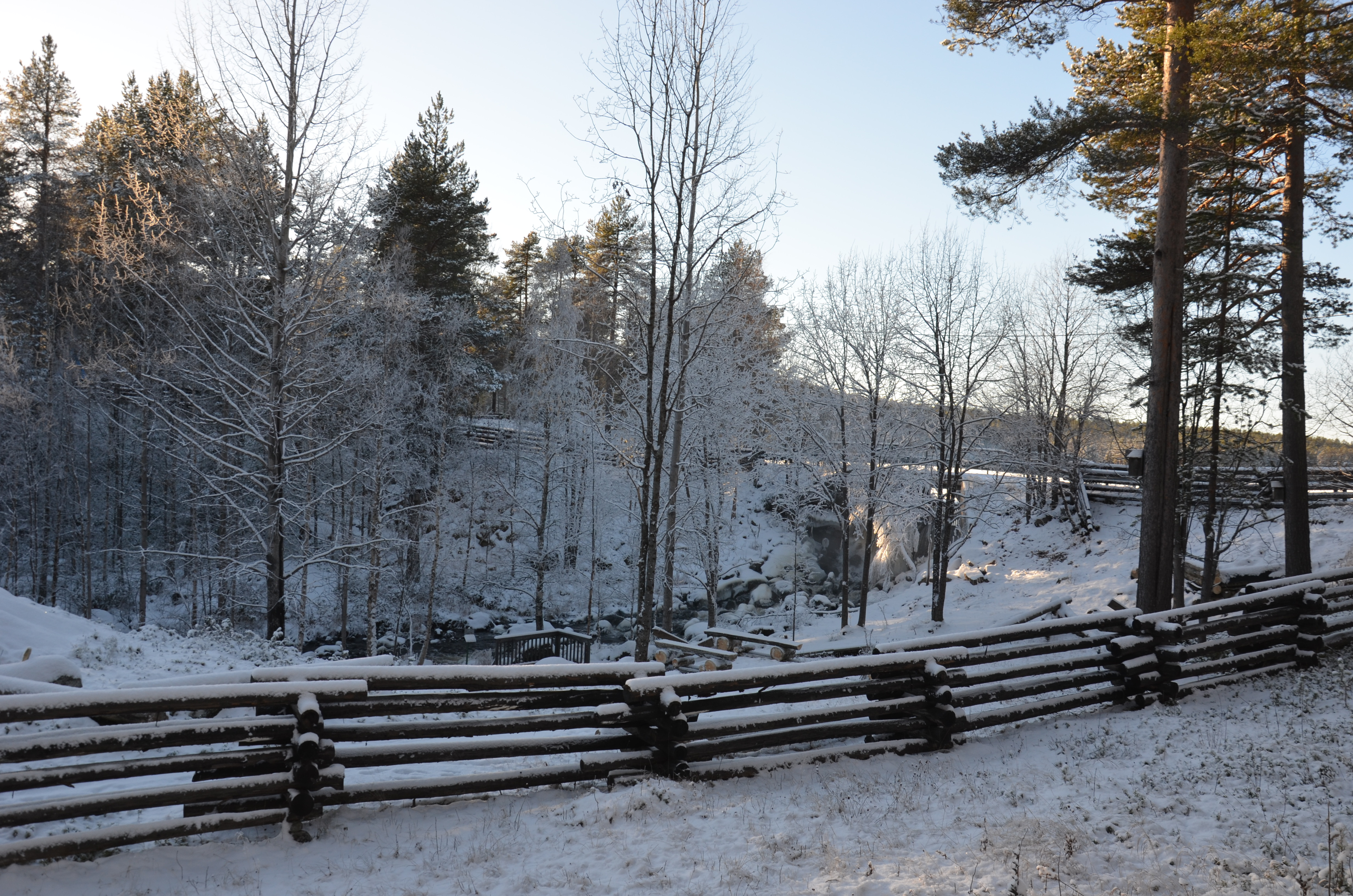
Jokkmokks fjällträdgård.
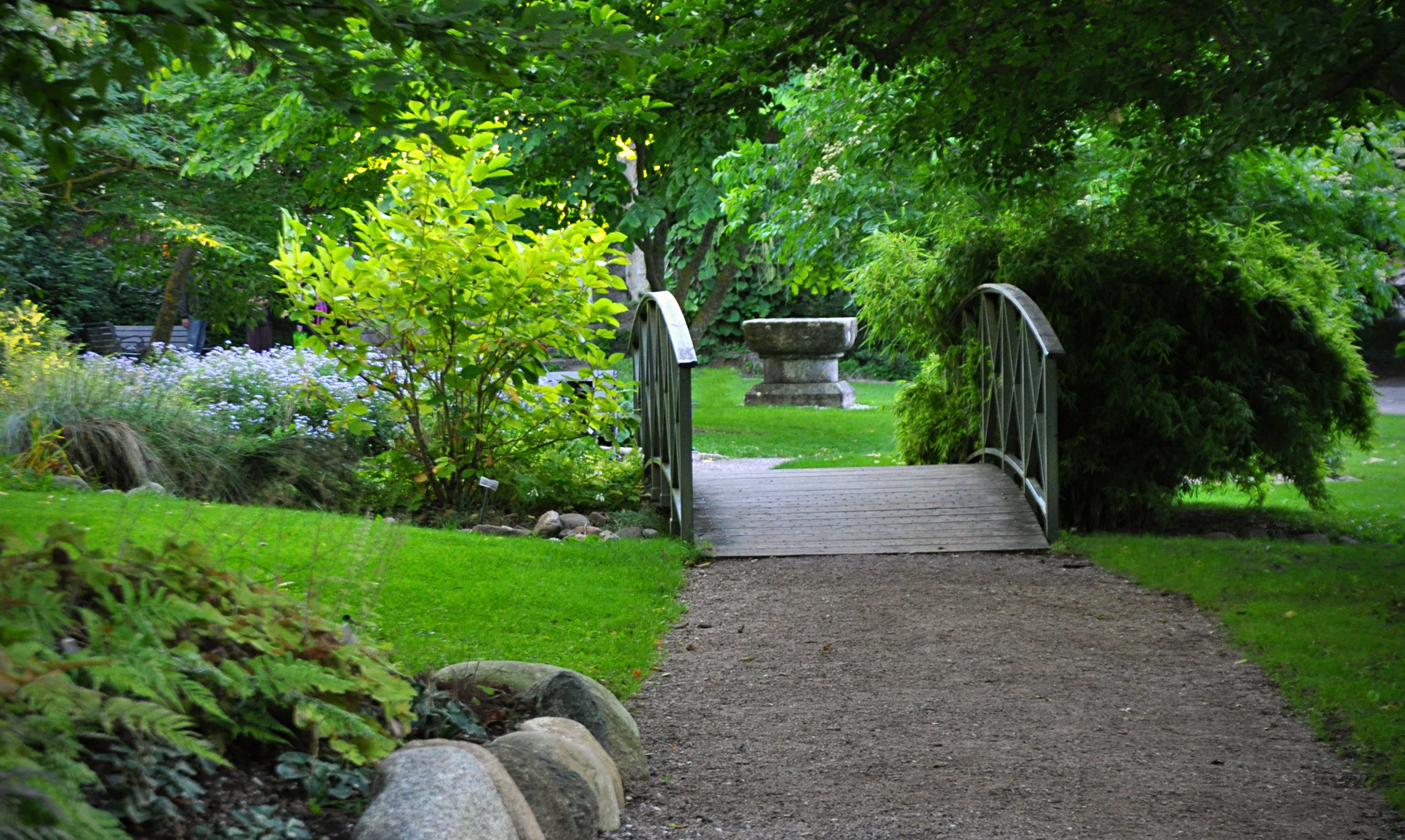
Botaniska trädgården, Visby.
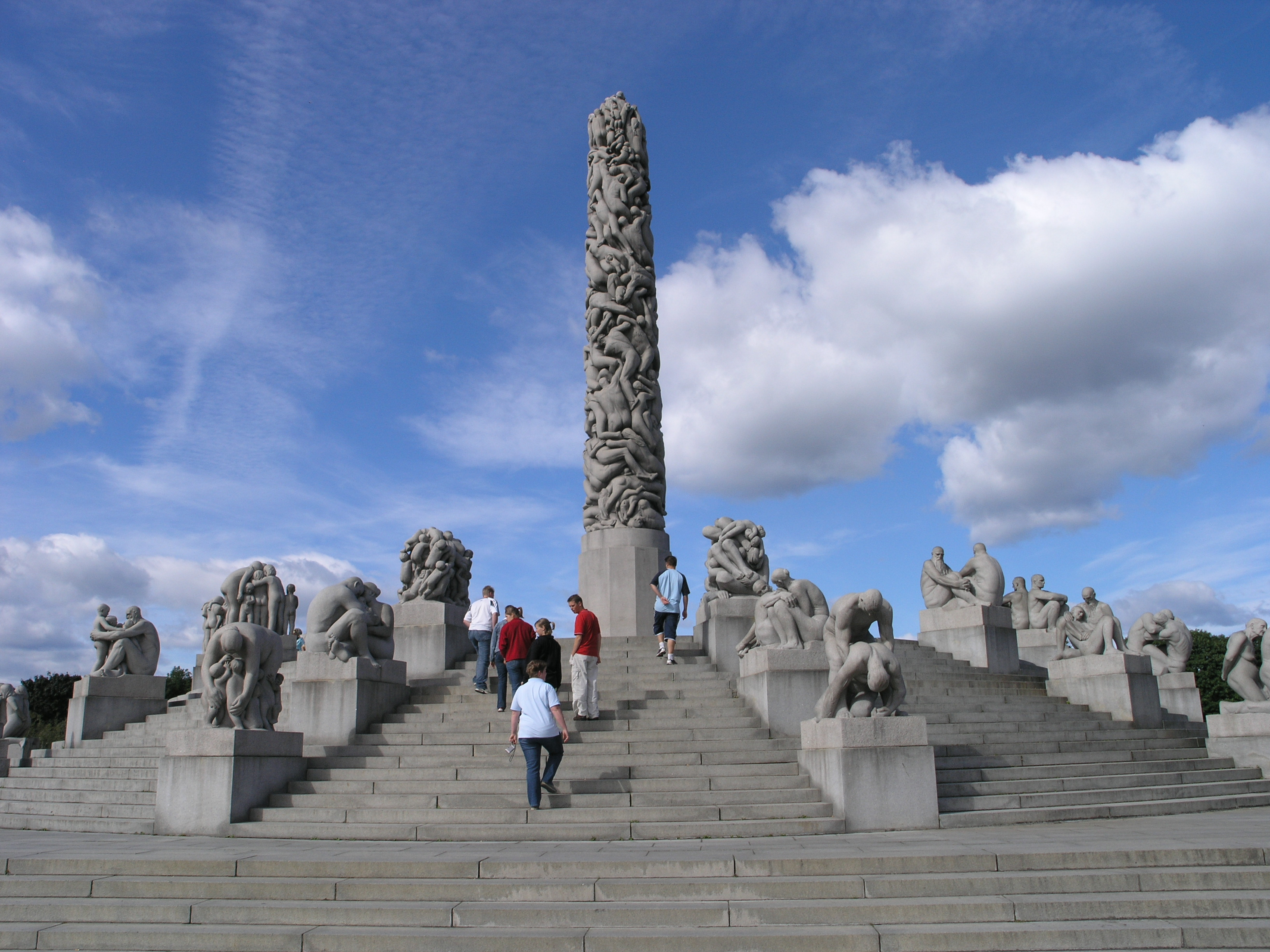
Wigelandsparken, Oslo.